# 슬라이 스톤
슬라이 스톤(영어: Sly Stone)이라는 예명으로 더 잘 알려진 실베스터 스튜어트(영어: Sylvester Stewart, 1943년 3월 15일 ~ 2025년 6월 9일)는  1960년대와 1970년대 솔, 록, 사이키델리아, 가스펠의 선구적인 융합으로 펑크 발전에 결정적인 역할을 하는 슬라이 앤 더 패밀리 스톤의 리더 역할로 가장 유명한 미국의 음악가, 작곡가, 음악 프로듀서이다. 《크로대디!》는 그를 "프로그레시브 솔의 창시자"라고 불렀다.
텍사스주에서 태어나 북부 캘리포니아의 베이 에어리어에서 자란 스톤은 어린 나이에 여러 악기를 마스터했고 어린 시절 형제들 (그리고 미래의 밴드 동료들)인 프레디, 로즈와 함께 가스펠 음악을 연주했다. 1960년대 중반, 그는 오텀 레코드에서 음악 프로듀서로 일했고 샌프란시스코 라디오 방송국 KDIA에서 디스크 자키로 일했다.
1970년대 중반, 스톤의 약물 복용과 변덕스러운 행동으로 인해 그룹은 사실상 막을 내렸고, 그는 여러 장의 솔로 음반을 녹음하게 되었다. 1993년 로큰롤 명예의 전당에 입성했다. 그는 1987년 이후 첫 라이브 공연인 2006년 그래미 어워드에서 슬라이 앤 더 패밀리 스톤 헌사에 참여했다.

## 음반 목록

### 슬라이 앤 더 패밀리 스톤
- 1967: A Whole New Thing
- 1968: Dance to the Music
- 1968: Life
- 1969: Stand!
- 1971: There's a Riot Goin' On
- 1973: Fresh
- 1974: Small Talk
- 1976: Heard Ya Missed Me, Well I'm Back
- 1979: Back on the Right Track
- 1982: Ain't but the One Way

### 솔로
- 1975: High on You
- 2011: I'm Back! Family & Friends